# Editura Publica
Editura Publica este editura din România specializată în publicarea cărților actuale și relevante de nonficțiune: business, științe sociale, biografii și nonficțiune creativă. 
Pe lângă colecțiile de antreprenoriat, știință, leadership și de economie, Publica deține două imprint-uri: VICTORIA BOOKS – care reunește autobiografii și biografii celebre din sport, muzică, film, politică și lumea culinară, și NARATOR – colecția de nonficțiune creativă care adună lucrările celor mai talentați scriitori contemporani.
Autorii selectați pentru a fi publicați sub sigla editurii promovează excelența profesională și vizionarismul: Daniel Kahneman, Dan Ariely, Richard Branson, Walter Isaacson, Clayton Christensen, John Kotter, Arianna Huffington, Richard Thaler, Malcolm Gladwell și mulți alții. Lista completă a autorilor editurii Publica.
De asemenea, editura Publica este inițiatoarea seriei de conferințe “Meet the Thinkers” Arhivat în 16 iunie 2010, la Wayback Machine., evenimente care mijlocesc întâlnirea dintre autori de succes și elita comunității de afaceri din România.

## Recunoaștere
Publica este una dintre puținele edituri din lume specializate doar în publicarea de titluri de nonficțiune. În anul 2008, a fost invitată să participe în programul dezvoltat de Târgul de Carte de la Frankfurt pentru editurile tinere cu potențial; criteriile de selecție au ținut cont de portofoliul de autori, argumentele selectării acestora, relațiile contractuale și de cooperare ale editurii respective cu instituții sau entități similare recunoscute.   
De atunci până în prezent Publica este partenerul celor mai importante edituri din lume pentru publicarea versiunilor în limba română a bestsellerurilor de nonficțiune.  

## Istoric

##### 2007
Editura a fost fondată în 2007, prin lansarea bestseller-ului “Funky Business”, de Jonas Ridderstråle și Kjell Nordström și s-a încadrat de la început pe nișa cărților de business și economie, acoperind domenii precum design, advertising, branding, coaching, customer service, internet, management, leadership, marketing, negociere, piață financiară și public relations. Succesul volumului “Funky Business” a confirmat interesul publicului din România față de cărți de business inovatoare. 
În 2007 editura a lansat încă trei titluri. “Viața mea în publicitate. Publicitate științifică” de Claude Hopkins, este un volum care conține două cărți de referință. “Publicitate științifică” - clasicul abecedar citit și astăzi de către cei mai buni autori de slogane publicitare ai momentului și autobiografia autorului, “Viața mea în publicitate”. 
Al treilea volum apărut la editura Publica este semnat de cei doi autori ai bestseller-ului “Funky Business”, Jonas Ridderstråle și Kjell Nordström, "Karaoke Capitalism", un manifest despre cum să reușim într-o economie dominată de indivizi care dispun de variante nelimitate și în care majoritatea încearcă să evolueze imitând rețetele altora. “Marketing direct pe înțelesul tuturor” a fost lansată spre sfârșitul anului 2007 și este un ghid practic semnat de Drayton Bird.
La sfârșitul anului 2007 a avut loc prima ediție a seriei de conferințe “Meet the Thinkers” Arhivat în 16 iunie 2010, la Wayback Machine., prima ediție avându-i ca invitați pe autorii volumului "Karaoke Capitalism", Jonas Ridderstråle și Kjell Nordström.

##### 2008
În 2008 editura a lansat 20 de volume noi, unul dintre cele mai importante titluri lansate fiind “Omul Generos” de Tor Nørretranders, un bestseller internațional care examinează întreaga existență umană pentru a arăta că, în fond, cheia către sex este generozitatea. 
“Era turbulențelor - Aventuri într-o lume nouă”, scrisă de legendarul fost președinte al Rezervei Federale, Alan Greenspan, oferă în autobiografia sa o imagine singulară din partea unui inițiat asupra lumii așa cum a fost ea de-a lungul vieții lui, începând cu exuberanța pieței bursiere și terminând cu tumultul politic – precum și predicțiile sale asupra viitorului economiei noastre globale, atât de schimbătoare și tot mai turbulentă.
“Elogiul Lentorii” de Carl Honoré este un apel de bun simț adresat societății contemporane de a încetini puțin viteza pentru a-și putea simți propriul ritm natural. Cartea descrie modul în care lumea a ajuns să fie blocată pe poziția de „repede înainte" și cum din ce în ce mai mulți oameni încetinesc. Tradusă în peste 30 de limbi, cartea este un bestseller internațional și este promotarea unui adevărat trend al lentorii, organizându-se inclusiv festivaluri renumite dedicate acestui mod de viață. 
Printre celelalte titluri apărute în 2008 la editura Publica se mai numără “Matsushita leadership” de John Kotter, “Buzzmarketing” de Mark Hughes Arhivat în 27 iunie 2010, la Wayback Machine., “The Tipping point” de Malcolm Gladwell, “Simply Better” de Patrick Barwise și Sean Meehan, “Sfârșitul advertisingului așa cum îl știm” de Armin Brott și Sergio Zyman sau “Arta negocierii în afaceri” de Alexander Hiam și Roy Lewicki.

##### 2009
Anul 2009 a adus 24 de cărți noi la editura Publica, printre care “Clienți pe viață” de Carl Sewell și Paul B. Brown, “Traversarea Abisului” de Geoffrey A. Moore, “Probă de caracter” de Joseph L. Badaracco Jr., “Concurența într-o lume plată” de Victor K. Fung, William K. Fung, Yoram (Jerry) Wind. 
“Branduri senzoriale” de Martin Lindstrom expune un program inovator în șase pași pentru adecvarea procesului de construire a brandurilor la exigențele secolului XXI. Cartea are la bază cel mai amplu studiu efectuat vreodată în ceea ce privește felul în care cele cinci simțuri afectează crearea brandurilor.
“Screw It, Let’s Do It” de Richard Branson este o propunere de dezvoltare personală și a afacerii din partea celui mai non-confromist om de afaceri din lume, care a dezvoltat, într-un stil dezinvolt și original, rețeaua de companii Virginia, care acoperă variate industrii, de la casa de discuri Virgin Records până la linii de zbor și alte produse și servicii. 
“Întoarcerea economiei declinului și criza din 2008” de Paul Krugman, “Excepționalii (Outliers) de Malcolm Gladwell, “Chaotics” de John A. Caslione și Philip Kotler, “Confesiunile unui bancher toxic” de Cresus sau “Superclass” de David Rothkopf sunt alte titluri de succes publicate în 2009. 

##### 2010
Prima carte publicată în 2010 este “Metode euristice simple pentru decizii inteligente” de Gerd Gigerenzer, Peter Todd și The ACB Research Group, la scrierea căreia au participat cercetători din domenii diferite care de regulă nu interacționează: psihologie, matematică, informatică, economie și biologie evoluționistă. Cartea le propune cititorilor un set de metode euristice la care autorii au apelat ei înșiși pentru a ajunge la adevăruri noi pornind de la adevăruri general cunoscute. 
O altă carte eveniment lansată în 2010 la editura Publica este “Iluzia utilizatorului” de Tor Nørretranders, un text care revoluționază percepția cititorului asupra propriei conștiințe și a felului în care asimilează lumea. Conștiința noastră, spune Nørretranders, este doar o interfață iluzorie. În orice secundă, informația procesată în mod conștient reprezintă doar 16 biți din cele 11 milioane care ajung la creier, prin simțuri. Cu alte cuvinte, partea conștientă din noi primește mult mai puțină informație decât cea inconștientă, pe care o ignorăm cu totul. “Iluzia utilizatorului” susține că oamenii sunt capabili să aibă o existență mult mai bogată, în care nu doar realitatea conștiinței primează. Inspirându-se din fizică, matematică, psihologie, neurofiziologie și istoria ideilor, Tor Nørretranders argumentează convingător în sprijinul unei perspective mai largi asupra conștiinței și pentru cuprinderea tuturor datelor pe care lumea le are de oferit.
“Brand Simple”, de Allen Adamson explică felul în care simplitatea sporește valoarea unui brand. “Irațional în mod previzibil” de Dan Ariely explică mecanismele decizionale care au dus la actuala situație economică prin intermediul studiilor de psihologie comportamentală. Conluziile studiului arată că, deși întreaga economie clasică a fost construită în jurul lui “Homo economicus”, individul capabil de decizii raționale, acesta este mai degrabă un concept abstract. În realitate, oamenii iau decizii iraționale, gândesc prost pe termen lung și sunt extrem de sensibili la stimuli din exterior. 
Editura Publica acordă o atenție specială domeniilor emergente de business, noilor realități ale economiei digitale și cele mai importante trenduri și platforme care te pot ajuta să îți adaptezi afacerea la mediul online, învâțănd de la cei mai buni. “Noi-Gândim” de Charles Leadbeater, este un ghid complex al noii culturi dominate de Internet, născut dintr-un experiment online la care au participat sute de oameni din lumea întreagă. “Wikinomics” este un best seller semnat de Anthony D. Williams și Don Tapscott care explică felul în care funcționează cultura colaborării de masă, pe baza celui mai amplu studiu în domeniu, cu un buget de 9 milioane de dolari.
“Ce-ar face Google” de Jeff Jarvis, despre care Fortune a scris în 2008 că este “cea mai bună carte despre Internet”, explică principiile care au transformat Google în singura companie care a învățat să prospere în era Internetului, luându-și libertatea de a crea lucruri noi. “Netocrația” Arhivat în 12 iulie 2010, la Wayback Machine. de Alexander Bard și Jan Soderqvist Arhivat în 23 martie 2010, la Wayback Machine. explică noile criterii după care se va ierarhiza societatea în era digitală. 
Un alt domeniu preferat de editura Publica este design, în 2010 lansând trei titluri care oferă perspective nonconformiste și abordări alternative a domeniului în care se suprapun arta și afacerile. Prima carte de design este cea semnată de Karim Rashid, “Design Yourself”, cartea constituind în sine un obiect de design marca Rashid. “Designul lucrurilor de zi cu zi” de Donald Arthur Norman este un manual perfect în care sunt discutate pe larg aspectele cognitive ale designului, cu exemple de design corect și incorect și reguli simple pe care designerii le pot folosi pentru a îmbunătăți relația dintre utilizator și produs. “Pe spatele șervețelului de Dan Roam Arhivat în 29 iunie 2010, la Wayback Machine. a fost aleasă de Business Week și Fast Company drept cea mai inovatoare carte a anului 2008, ocupând locul 5 în topul celor mai vândute cărți de pe Amazon în 2008. “Design of business” de Roger Martin este o carte care te învață cum să aplici principiile din design pentru a construi o afacere profitabilă.

##### În prezent
An de an, editura își continuă creșterea atent supravegheată. În medie se publică 50 de titluri pe an, iar selecția titlurilor ține cont de aceleași criterii: autori relevanți în domeniul de activitate, conținut de calitate și relevant pentru zilele în care trăim. Aici sunt noutățile editurii Publica.

## Colecțiile editurii Publica

#### Co-lecția de economie
Pe 31 martie 2009, editura Publica anunță lansarea Co-lecției de economie, o selecție de cărți teoretice fundamentale despre principiile de funcționare a economiei. “Teoria generală a ocupării forței de muncă, a dobânzii și a banilor de John Maynard Keynes, laureat al Premiului Nobel pentru Economie în 2008, este primul titlu al colecției. Cartea lui Keynes, lansată în 1936, reprezintă punctul de cotitură către noua înțelegere a științei economiei prin regândirea rolului guvernului în societate, rspectiv folosirea de măsuri fiscale și monetare pentru temperarea efectelor adverse ale recesiunilor, crizelor și boom-urilor economice. 
Colecția cuprinde autori, majoritatea laureați ai Premiului Nobel în economie, precum Paul Krugman, James Buchanan, Milton Friedman și Rose Friedman, George Akerlof și Robert Shiller, Thorstein Veblen și singurul autor român publicat la editura Publica, Liviu Voinea, cu volumul “Sfârșitul economiei iluziei”. Ulterior în această colecție si-au făcut apariția autori contemporani precum: Joseph Stiglitz, Tomas Sedlacek, Paul Krugman, Nouriel Roubini, Alvin Roth, Gary Becker, Reinhart și Rogoff, dar și clasici: Adam Smith, Schumpeter, Minsky.

#### Co-lecția de leadership
La începutul anului 2010 editura Publica lansează Co-lecția de Leadership, care cuprinde cele mai influente titluri în domeniu: “Forța Schimbării. Cum diferă leadershipul de management” de John Kotter, “În fruntea revoluției“ de Gary Hamel, “Limbajul secret al leadershipului” și ”Arta povestirii în afaceri” de Stephen Denning,“Simțul urgenței” de John Kotter, ”Gândire rapidă, gândire lentă” de Daniel Kahneman, ”Drive” de Daniel Pink, ”Ești de neînlocuit?” de Seth Godin și alții.

#### Victoria Books
Tot în 2010 se lansează sub-brandul Victoria Books , care este o marcă înregistrată a editurii Publica dedicată biografiilor și autobiografiilor unor personalități. De la celebrități din lumea filmului (Woody Allen, Al Pacino, Robert de Niro, Jack Nicholson, Sean Penn), la Bono, AC/DC, Pink Floyd, la tenismanii Andre Agassi, Rafael Nadal și mulți alții, la chef-ul călător Anthony Bourdain, sau politicienii Tony Blair și Castro, cărțile Victoria Books 

#### Co-lecția de antreprenoriat
Co-lecția de antreprenoriat  a fost lansată la începutul lui 2011 și cuprinde autori-antreprenori de succes precum Gary Vaynerchuck, Tony Hsieh, Lisa Gansky, David Heinemeier Hansson și Jason Fried, dar și renumita biografie autorizată a lui Steve Jobs .

#### Cărți mici, profituri mari
Anul 2012 aduce cu o inițiativă de apreciat: colecția Cărți mici, profituri mari  își propune să aducă în spațiul public teme majore ale diverselor tipuri de investiții pe care le oferă piețele financiare, plecând de la cărți de referință ale unor autori ce provin, predominant, dintre practicienii acestei industrii.

#### Idei pe bandă
Colecția Idei pe bandă  cuprinde titluri renumite de business, expuse în format de bandă desenată, sub sloganul: ideile esențiale din cărțile de business se văd mai bine pe bandă desenată.

#### Narator
Anul 2013 vine cu un nou imprint: Narator, marcă înregistrată a editurii Publica dedicată genului literar de nonficțiune creativă. Nonficțiunea creativă poate fi descrisă succint astfel: povești reale, bine scrise. Cărțile adună o serie de întâmplări, istorii și memorii deopotrivă adevărate, tulburătoare și, uneori, amuzante. Între autorii colecției îi regăsim pe Michael Paterniti, Lena Dunham, Mary Karr, J.R. Moehringer, David Sedaris, Paul Slayer Grigoriu, Leslie Jamison, și alții.

#### Publica Pocket
Publica Pocket reunește titluri preferate de publicul din România, în format de buzunar.

#### Publica Extra
Seria inițiată în anul 2015 reunește cărți de activități creative și recreative pentru toate vârstele. Dincolo de linii sau jurnalul de exerciții creative de mindfulness Sunt aici acum sunt primele două proiecte sub această umbrelă. Primele cărți despre stilul de viață scandinav (hygge și lagom) din România, Disconfort Residence și cartea Botanistul euforic sunt doar câteva alte titluri din această colecție.
Co-lecția de știință
Co-lecția de știință s-a lansat în anul 2017, odată cu publicarea cărților Zece materiale minune de Mark Miodovnik, Wonderland de Steven Johnson și a instant-bestsellerului Viața secretă a copacilor de Peter Wohlleben. Alți autori ai acestei colecții dedicată celor mai interesante și importante idei științifice, descoperiri și inovații din lumea de azi sunt Robert Sapolsky, David Christian, Ed Yong, Hope Jahren și alți apreciați scriitori care semnează apreciate cărți de popularizare a științelor.
Youngster
Noutatea anului 2018 este această nouă serie de nonficțiune dedicată copiilor și adolescenților. Cărțile acestei colecții au subiecte educative în texte captivante. Primele titluri Youngster sunt versiunile unor renumite bestselleruri de nonficțiune, adaptate pentru tinerii cititori: Auzi cum vorbesc copacii? de Peter Wohlleben, Dilema omnivorului de Michael Pollan, Shoe Dog de Phil Knight, biografia lui Elon Musk de Ashlee Vance.

## Seria de conferințe“Meet the Thinkers”Arhivatîn16 iunie 2010, laWayback Machine.
Pe 23 noiembrie 2007 a avut loc prima ediție a seriei de conferințe “Meet the Thinkers”. Pentru că majoritatea autorilor promovați de editura Publica sunt vorbitori profesioniști, o parte dintre aceștia au fost invitați să se întâlnească cu publicul din România odată pe an în cadrul acestui eveniment. Prima ediție “Meet the Thinkers” Arhivat în 16 iunie 2010, la Wayback Machine. a coincis cu lansarea cărții “Karaoke Capitalism” de Jonas Ridderstråle și Kjell Nordström, care au fost prezenți la conferință, și-au expus ideile și au interacționat cu cititorii. 
Ediția din 2008 a avut loc pe 10 octombrie la Hotel Radisson și l-a avut ca invitat principal pe autorul volumului “Design Yourself”, designerul Karim Rashid, care a performat un adevărat spectacol de idei inspirate de crezul lui artistic cu aplicabilitate în doate domeniile vieții contemporane. Volumul a apărut într-o ediție de lux, în patru versiuni de culori, cu o grafică care ilustrează principiile esteticii lui Karim Rashid și susține vizual textul. 
La ediția din 2009 a conferințelor “Meet the Thinkers” Arhivat în 16 iunie 2010, la Wayback Machine., care s-a desfășurat pe 14 octombrie la Crowne Plaza Hotel din București, a fost prezentată, în premieră mondială, gala Thinkers 50, topul celor mai influenți oameni de afaceri pe anul în curs care funcționează ca un fel de “radar de guru” în lumea businessului. Printre vorbitorii de la eveniment s-au numărat Michael Jarret de la London Business School, Henry Stewart, CEO Happy și celebrii Jonas Ridderstråle și Kjell Nordström care au lansat ediția românească a volumului “Funky Business Forever”.